# Eat... Breath... And... Sleep: Éxitos
Eat... Breath... And... Sleep: Éxitos es la segunda compilación por parte de la banda mexicana de hip hop Control Machete, realizada el 7 de noviembre del 2006.

## Canciones
1. "Si Señor"
2. "¿Comprendes, Mendes?"
3. "Danzón"
4. "Bandera"
5. "Control Machete"
6. "En el Camino"
7. "Así Son Mis Dias"
8. "El Genio del Dub"
9. "Mexican Curios"
10. "Como Ves"
11. "Lupita"
12. "Grita"
13. "Presente"

- Datos: Q5816778